# José Vicente Lledó
José Vicente Lledó Samper, más conocido simplemente como Lledó (Alicante, 14 de diciembre de 1971) es un exfutbolista que jugaba como defensa central en el Hércules Club de Fútbol, donde también le llamaban El mudo por su extrema timidez. Actualmente desempeña el cargo de entrenador del Club de Fútbol Intercity.

## Trayectoria

### Como jugador
Se formó en la cantera del Hércules, y jugó una temporada cedido por el equipo en el Mutxamel CF. Desde 1993, Lledó fue insustituible dentro de las alineaciones del Hércules, donde llegó a conseguir el ascenso a Primera División proclamando al equipo campeón de la Segunda División, categoría en la que jugó sin descanso.
En la temporada 1995/96 jugó 34 encuentros, marcó 3 goles y le mostraron 8 cartulinas amarillas. Fue uno de los indiscutibles, aportando seguridad y contundencia en su única temporada en Primera. Debutó en Primera División el 1 de septiembre de 1996, donde jugó el primer partido por completo. Jugó su partido número 100 con el Hércules en dicha temporada, el 19 de mayo de 1996, partido jugado contra el FC Barcelona.
En la temporada 1996/97 jugó 33 partidos de Liga, siempre como titular. Le mostraron 11 tarjetas amarillas y 2 rojas. Después renovaría por dos temporadas, mostrando una enorme satisfacción por ello. En la temporada 1997/98 Lledó jugó 36 partidos, siendo uno de los más destacados a las órdenes de Quique Hernández y David Vidal, y el jugador con que más contaron ambos técnicos. En la temporada 1998/99 jugó 26 partidos, todos como titular. A pesar de ser una temporada muy irregular para él, fue el segundo máximo goleador de su equipo, detrás del delantero Luna.
Lledó llegó al Recreativo de Huelva en la temporada 1999/2000 con la carta de libertad, tras acabar su contrato con el Hércules CF. Las llamadas personales al jugador de Alfonso del Barrio influyeron positivamente en la negociación. Debutó en competición oficial con el Recre el 22 de agosto de 1999. Una lesión le hizo perderse gran parte de la primera vuelta con el Recre (desde la jornada 12 hasta la 23), y volvió al equipo como titular tras la lesión de Dani Soria.
El 13 de marzo de 2000 rescindió su contrato con el Recre. Volvió la temporada siguiente al Hércules, a la semana siguiente de haber saldado sus problemas económicos, cosa que mantuvo al equipo alicantino al borde del descenso y la desaparición. Finalizada esta temporada, jugó con el Torrellano CF en Tercera División donde se retiró definitivamente.[cita requerida]

### Como entrenador
Desde su retirada, se ha estado dedicando a entrenar a varias categorías de la cantera del Hércules CF, aunque previamente fue segundo entrenador del primer equipo durante un breve periodo de tiempo junto al técnico Josip Višnjić. Después de varios años alcanzó un puesto con el Torrellano CF como entrenador de fútbol base, y posteriormente como segundo entrenador del primer equipo. Más tarde fue fichado como entrenador del FC Jove Español San Vicente para la temporada 2011/12, debutando así como primer entrenador. Su etapa al frente del equipo del Raspeig duró poco ya que el 24 de octubre de 2011 fue cesado tras la derrota del Jove ante el CF Borriol el día anterior, siendo sustituido en el puesto por el director deportivo Gaspar Campillo. Después de esto, no sería hasta julio de 2013 cuando recibiera la oportunidad de ser entrenador del Hércules CF B, comenzando con sus nuevas labores desde el primer día de pretemporada.
En la temporada 2019-20, dirigiría al Club de Fútbol Intercity de Tercera División, hasta marzo de 2020, fecha en la que sería relevado por Miguel Ángel Martínez.
En la temporada 2020-21, Lledó formaría parte de la dirección deportiva del Club de Fútbol Intercity. El 7 de diciembre de 2020, tras la destitución de Miguel Ángel Martínez, se hace cargo del equipo durante unas jornadas, hasta la llegada al club alicantino de Gustavo Siviero y Lledó volvería a la dirección deportiva.
El 27 de enero de 2025, se hace cargo del banquillo del Club de Fútbol Intercity de Primera Federación, tras la destitución de Mario Simón.

## Clubes

### Como jugador
| Club                 | Año         |
| -------------------- | ----------- |
| Mutxamel CF          | 1992 - 1993 |
| Hércules CF          | 1993 - 1999 |
| Recreativo de Huelva | 1999 - 2000 |
| Hércules CF          | 2000 - 2001 |
| Torrellano CF        | 2001 - 2002 |

### Como entrenador
| Club                          | Año               |
| ----------------------------- | ----------------- |
| Hércules CF (2º entrenador)   | 2003 - 2007       |
| Hércules CF (fútbol base)     | 2008              |
| Torrellano CF (fútbol base)   | 2009 - 2010       |
| Torrellano CF (2º entrenador) | 2010 - 2011       |
| FC Jove Español San Vicente   | 2011              |
| Hércules CF B                 | 2013 - 2019       |
| Club de Fútbol Intercity      | 2019 - 2020       |
| Club de Fútbol Intercity      | 2025 - actualidad |